# Kaiser (samochód)
Kaiser – amerykańska marka i model samochodu osobowego klasy wyższej, produkowanego w latach 1946–1955 roku w USA przez koncern Kaiser-Frazer, później Kaiser Motors. Pod marką Kaiser produkowano tylko jeden model samochodu, w ramach dwóch generacji, noszący w różnych odmianach i latach nazwy modelu: Manhattan, Virginian, Dragon i Carolina lub oznaczenia: Special, Custom i DeLuxe. Wyprodukowano łącznie niecałe 0,5 miliona egzemplarzy. Model ten po 1955 roku jeszcze był produkowany do 1962 roku w Argentynie jako Kaiser Carabela. Osobno produkowano pod amerykańską marką Kaiser tylko małoseryjny samochód sportowy Kaiser Darrin.

## Pierwsza generacja

### Powstanie marki
Markę Kaiser utworzył w USA tuż po II wojnie światowej przemysłowiec Henry J. Kaiser, który wraz z Josephem Frazerem założył koncern Kaiser-Frazer. Drugą utworzoną wówczas marką był bardziej luksusowy Frazer, przy czym oba samochody były pokrewne konstrukcyjnie. Początkowo pracowano nad nowoczesnym samochodem średniej wielkości z przednim napędem i tylnym zawieszeniem na drążkach skrętnych, o oznaczeniu K-85 od mocy silnika, lecz z powodu problemów technicznych i wysokich kosztów opracowania ostatecznie zdecydowano się w maju 1946 roku na tradycyjną konstrukcję z tylnym napędem, zunifikowaną z droższym Frazerem. Zbudowano tylko sześć prototypów samochodu przednionapędowego, który różnił się od ostatecznego modelu m.in. mniejszą długością i rozstawem osi 2972 mm oraz mniejszym silnikiem o mocy 85 KM. Ostateczny model z tylnym napędem otrzymał oznaczenie fabryczne K-100 i miał rozstaw osi 3137 mm (123,5 cala). Specyfiką samochodów Kaisera było to, że własnej produkcji były przede wszystkim nadwozia i podwozia, a w zakresie podzespołów mechanicznych opierano się na specjalizowanych renomowanych wytwórcach. Samochody produkowane były w dawnej fabryce bombowców w Willow Run w stanie Michigan. 

### Modele 1947–1948
Samochód zadebiutował w październiku 1946 roku na rok modelowy 1947, jako czterodrzwiowy sedan. Początkowo podstawowy model otrzymał oznaczenie Special, lecz już na początku produkcji zrezygnowano z dodatkowego wyróżnika i samochód oznaczany był dalej po prostu jako Kaiser. Konkurował na rynku z takimi samochodami ze średniej wyższej półki cenowej, jak Buick Special, Chrysler Windsor i Hudson Commodore. 25 września 1947 roku natomiast wprowadzono lepiej wykończony model Kaiser Custom, nieróżniący się konstrukcyjnie, konkurujący z nieco droższymi samochodami, jak Buick Roadmaster.

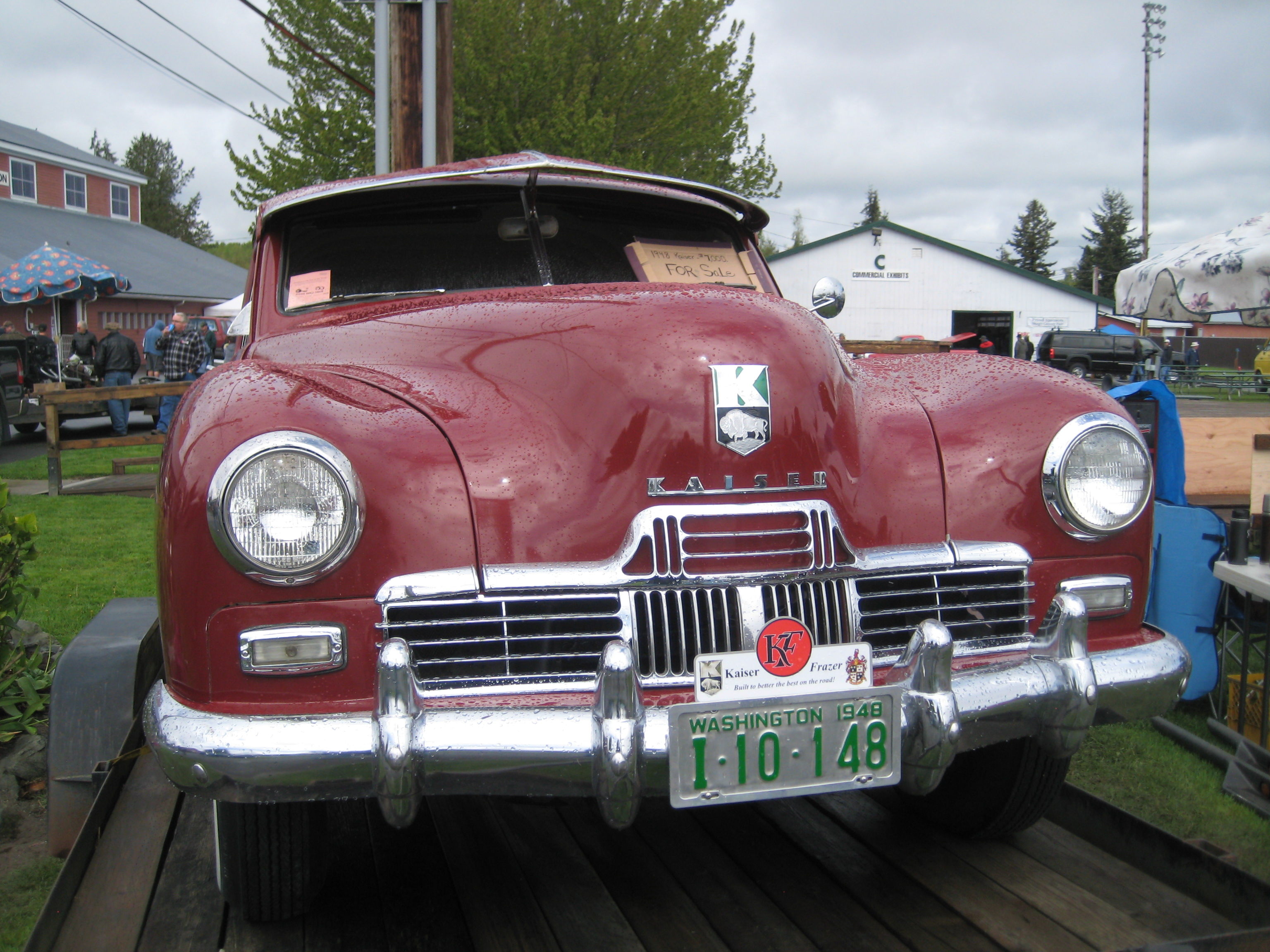
Kaiser z 1948 – przód

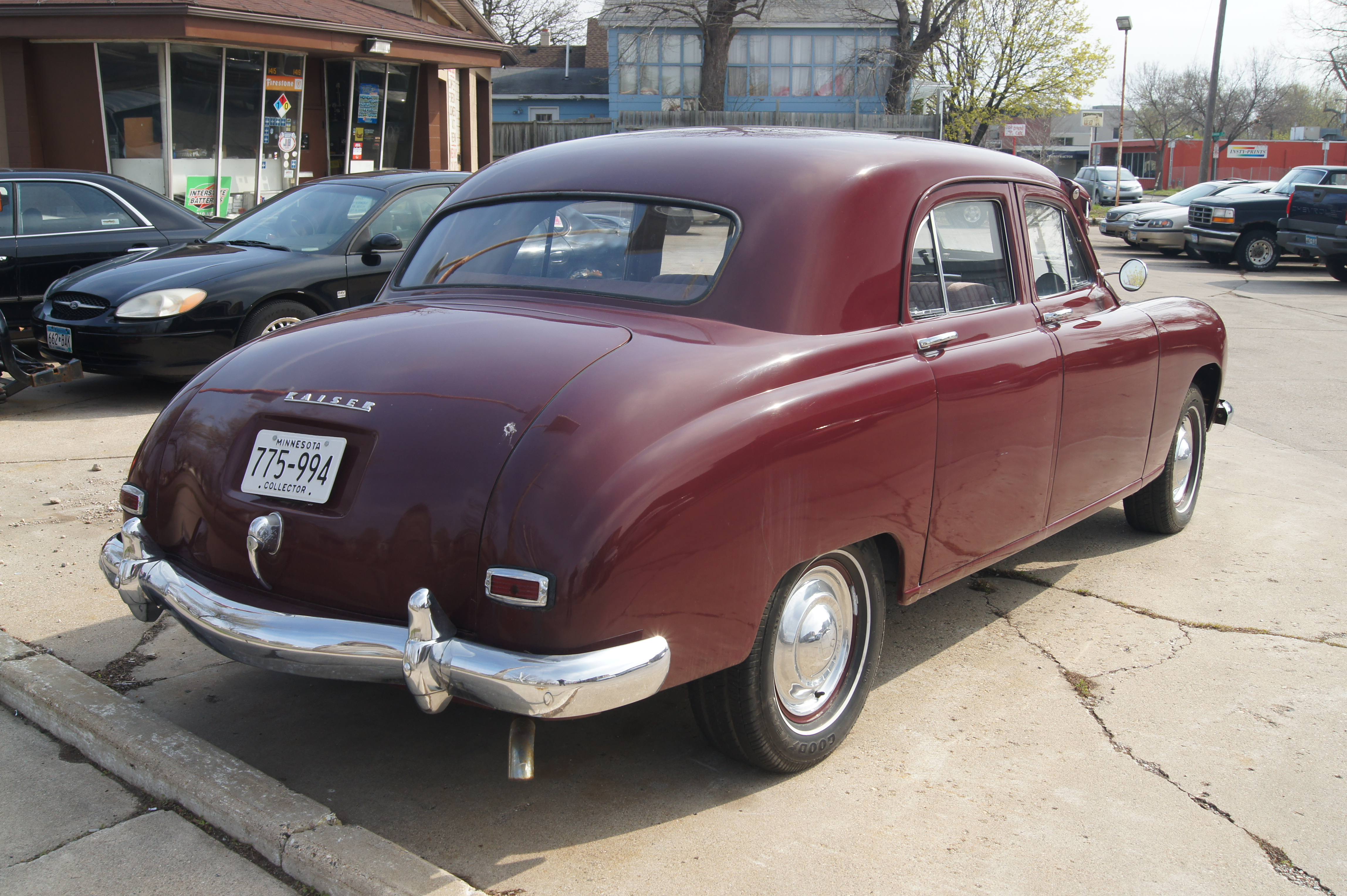
Kaiser z 1948 od tyłu

Samochód wyróżniało bardzo nowoczesne nadwozie z gładkimi bokami, bez wystających błotników i stopni, będące obok Frazera pierwszym takim rozwiązaniem stylistycznym wśród pełnowymiarowych samochodów na rynku amerykańskim. Autorem stylistyki był Howard „Dutch” Darrin. Linia górna błotników przednich ciągnęła się aż do łagodnie opadającego tyłu samochodu. Elegancję nadwozia podkreślała niewielka ilość ozdób, w tym brak listew bocznych, oraz niewielka atrapa chłodnicy o skomplikowanym wzorze poziomych i pionowych drobnych żaluzji. Z przodu wystającego nosa maski było logo Kaisera w postaci chromowanej tarczy z literą „K” i sylwetką bizona, a poniżej napis „Kaiser” blokowym pismem. Pod okrągłymi reflektorami były małe prostokątne światła parkingowe. Z tyłu samochód miał małe prostokątne światła pozycyjne. Dzięki gładkim bokom bardzo obszerne było wnętrze, a kanapa przednia i tylna miały 157 cm szerokości. Samochód był sześcioosobowy (trzy osoby z przodu i z tyłu), przy czym według reklam na tylnej kanapie mieściły się wygodnie nawet cztery osoby. Kaiser oferował przy tym szczególnie bogaty na rynku wybór kolorów samochodów i tapicerki.
Samochód napędzał silnik sześciocylindrowy rzędowy o pojemności 3,7 l (226,2 CID), dolnozaworowy, taki sam jak w samochodach Frazer. Rozwijał moc 100 KM (brutto) przy stopniu sprężania 7,3 (w samochodach wczesnej produkcji: 6,86). W modelu Custom za dopłatą dostępny był silnik z dwugardzielowym gaźnikiem zamiast jednogardzielowego, o mocy 112 KM. Napęd był przenoszony przez trzybiegową skrzynię mechaniczną, za dopłatą z nadbiegiem (81$). Opony miały rozmiar 6,50 × 15. Silnik był produkowany przez zakłady Continental, a skrzynia biegów przez Borg-Warner. 

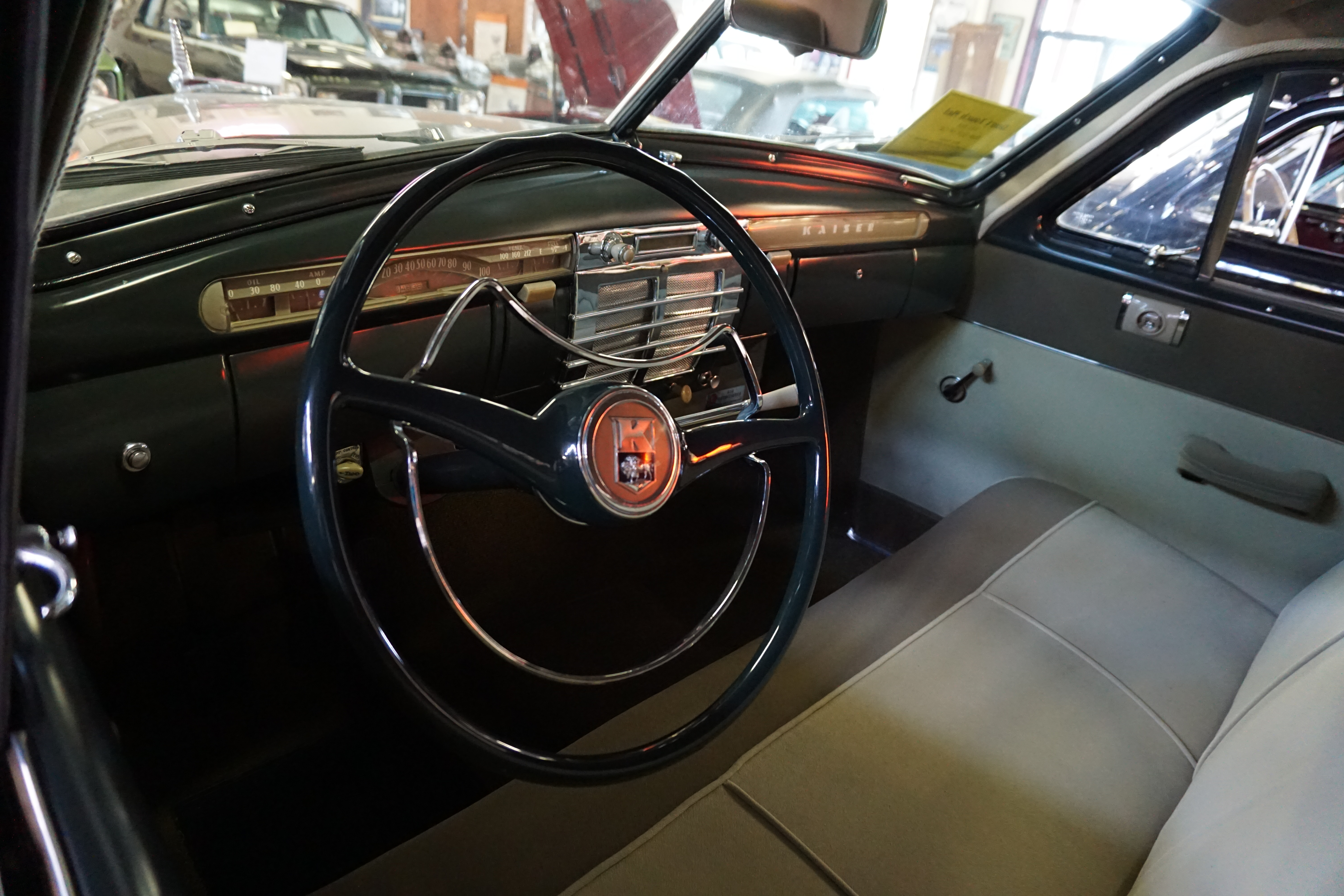
Wnętrze z lat 1947–1948

Cena podstawowego modelu wynosiła 1868 dolarów, a Custom aż 2301 dolarów. Samochód odniósł duży sukces jak na nową, stosunkowo drogą markę i wyprodukowano ich w pierwszym 1947 roku modelowym 70 474, w tym 5412 modelu Custom. Osiągnęły one 2,08% udziału w rynku amerykańskim, z 14. miejscem na rynku. Tuż po wojnie jednak w USA istniał wielki popyt na samochody, których produkcja była wstrzymana na czas wojny, a samochody Kaiser-Frazer obok Studebakera były pierwszymi nowo zaprojektowanymi konstrukcjami. Problemem na dłuższą metę jednak okazało się pozycjonowanie marki Kaiser, która według wcześniejszych założeń miała produkować nieco mniejsze samochody i konkurować w bardziej popularnym tańszym segmencie rynku.
W 1948 roku wprowadzono jedynie niewielkie zmiany, przede wszystkim w zakresie zderzaka przedniego (z czterema kłami w miejsce dwóch) oraz zastosowania szerszych opon rozmiaru 7,10 × 15. Z powodu inflacji znacznie wzrosły ceny, szczególnie bazowego modelu (o 20% – do 2244 dolarów), lecz mimo to produkcja wzrosła do 91 851 sztuk, w tym tylko 1263 Custom.

### Modele 1949–1950

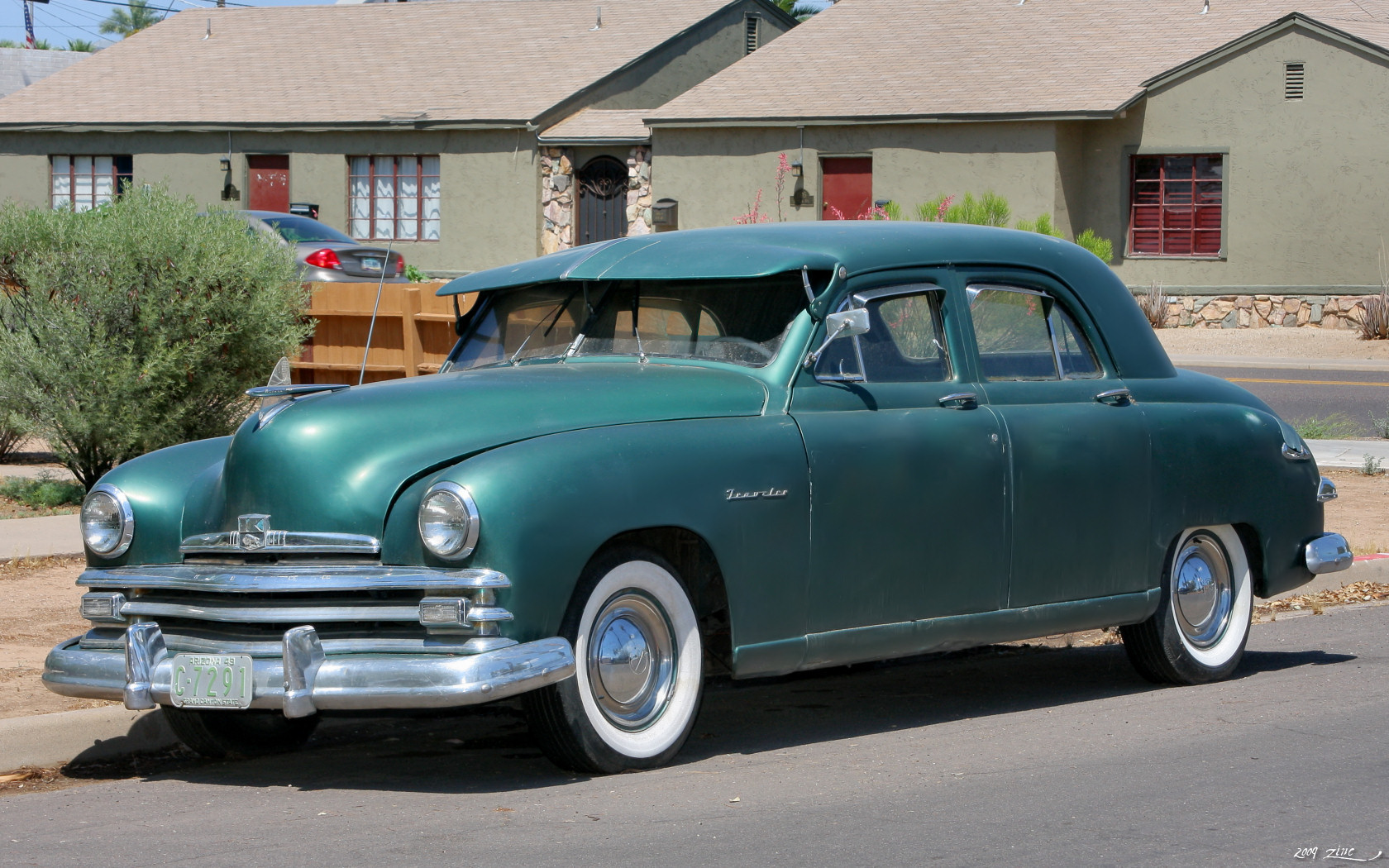
Kaiser Special Traveler z 1949

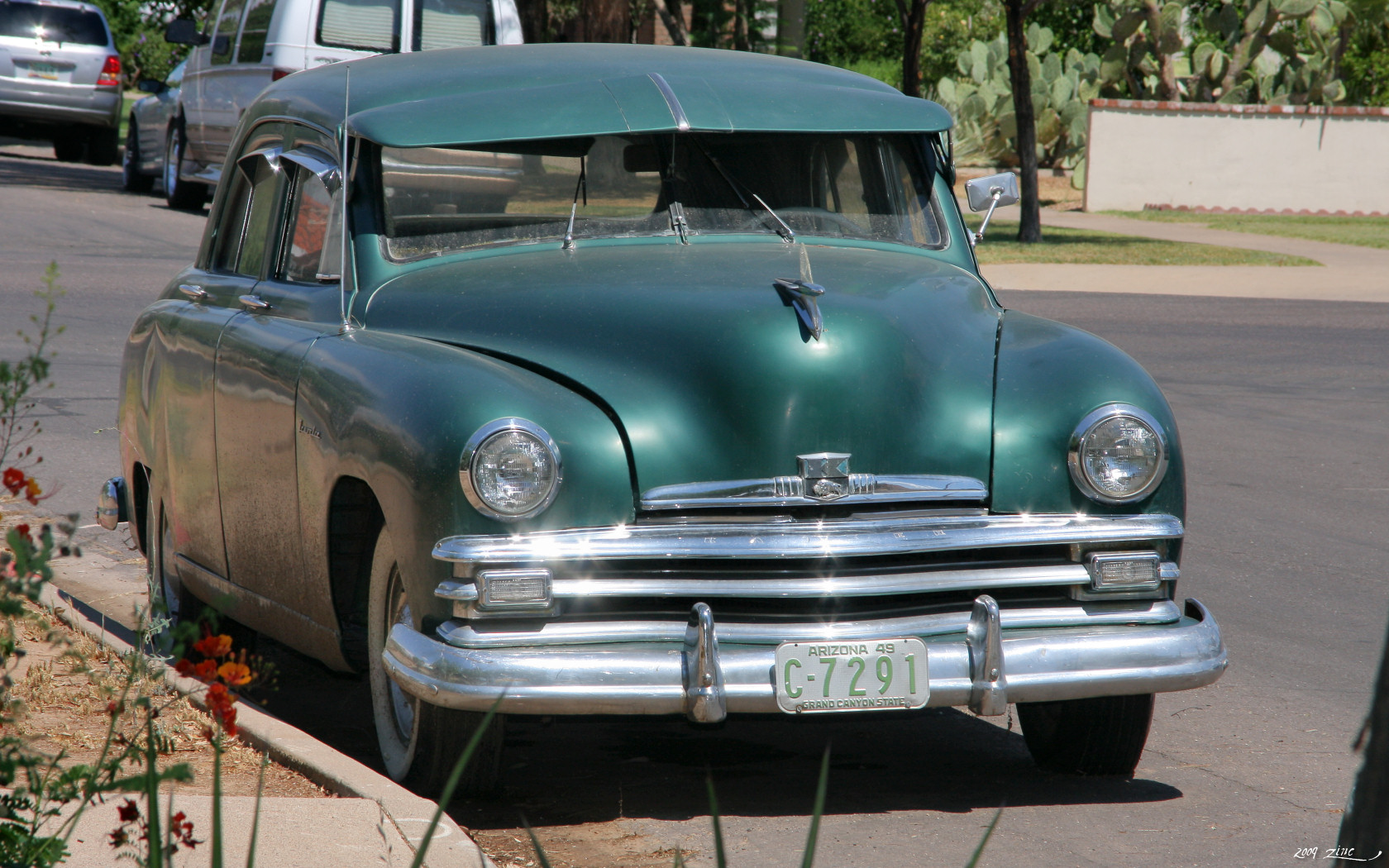
Kaiser Special Traveler z 1949 od przodu

Na 1949 rok modelowy samochód we wrześniu 1948 roku przestylizowano i zmieniono jego nazewnictwo, w celu lepszego konkurowania z innymi markami, które w tym czasie również wprowadziły już nowe konstrukcje powojenne. Podstawowy model nosił teraz oznaczenie Special, a lepiej wykończony – DeLuxe. Nieco wydłużono nadwozie, a szersza atrapa chłodnicy sprawiała wrażenie większej szerokości, zgodnie z modą tego okresu. Główną różnicę stanowił nowy przedni pas, z atrapą z trzech grubych poziomych belek na całą szerokość, z prostokątnymi światłami postojowymi na centralnej belce. Górna belka miała pośrodku tłoczony napis „Kaiser”, zmieniono też medalion firmowy z literą K, umieszczony na chromowanym pasku w dolnej części nosa maski. Powiększono prostokątne światła tylne i umieszczono je w dużych chromowanych oprawach. Dodano boczną listwę na dolnej krawędzi nadwozia (szerszą w odmianie DeLuxe). W odmianie DeLuxe na błotnikach był umieszczony chromowany napis z nazwą koloru nadwozia. Zmiany i ulepszenia także dotknęły wnętrza. Poziome wskaźniki zostały zastąpione przez duży okrągły prędkościomierz przed kierowcą i taki zegar przed pasażerem.
Oprócz nadwozia sedan wprowadzono nowe odmiany nadwoziowe. Popularną odmianą okazał się nowatorski hatchback utility sedan (użytkowy sedan) –  protoplasta nadwozia liftback, o profilu sedana, z dwuczęściową tylną klapą, której dolna część opuszczała się na dół, a górna z szybą podnosiła do góry. Wersje te otrzymały dodatkowe nazwy: Special Traveler i DeLuxe Vagabond. Lewe tylne drzwi były nieruchome, gdyż za nimi umieszczono koło zapasowe dla zwiększenia przestrzeni ładunkowej. Dla zwiększenia ładowności samochód miał także wzmocnione resory i składaną tylną kanapę. Reklamowano go jako bardziej praktyczny i stylowy, a przy tym tańszy od wszystkich typowych modeli kombi na rynku amerykańskim, także mniej prestiżowych marek. Ze złożonym tylnym siedzeniem pojemność bagażnika wynosiła 2370 litrów, a po wymontowaniu siedzenia i z otwartą dolną klapą uzyskiwano aż 3 m (121 cali) długości przestrzeni ładunkowej. Wprowadzono ponadto czterodrzwiowy „fałszywy” hardtop DeLuxe Virginian Hardtop Sedan i w listopadzie 1949 roku czterodrzwiowy kabriolet DeLuxe Convertible Sedan. Oba miały nietypowe rozwiązanie w postaci drzwi ze stałymi chromowanymi ramkami okien oraz przeszklonego stałego słupka B, stwarzającego wrażenie lekkości.
Ceny samochodów nieco spadły, także dzięki przesunięciu niektórych elementów wyposażenia do opcjonalnych pakietów, które Kaiser wprowadził jako pierwszy producent na rynku. Ceny zaczynały się od 1995 dolarów za podstawowy sedan Special i 2088 dolarów za Special Traveler do 2995 dolarów za hardtop Virginian i 3195 dolarów  za kabriolet.
Samochody Kaiser 1950 roku modelowego były takie same, produkowane jedynie do lutego 1950 roku, gdyż Kaiser-Frazer przygotowywał nowy model samochodu. W istocie powstały one z niesprzedanych samochodów z poprzedniego roku, kiedy okazało się, że sprzedaż jest niższa od ambitnych planów produkcyjnych prezesa firmy. Łącznie w latach modelowych 1949 i 1950 powstało 92 705 samochodów (szacuje się, że 78 397 było z 1949 rocznika). Ogółem hardtopów i kabrioletów powstało tylko nieco ponad tysiąc, w tym 54–55 kabrioletów.

### Dane techniczne
| Kaiser 1949                       | Kaiser 1949 |
| --------------------------------- | --- |
| Wymiary:                          | |
| • Rozstaw osi:                    | 3137 mm (123,5″) |
| • Długość:                        | 5250 mm (206,7″) |
| • Szerokość:                      | 1852 mm (72,9″) |
| • Wysokość:                       | 1638 mm (64,5″) |
| • Masa własna:                    | 1502–1690 kg |
| Napęd:                            | |
| • Silnik:                         | Thunderhead: gaźnikowy, R6, dolnozaworowy, chłodzony cieczą, umieszczony podłużnie z przodu, napędzający koła tylne |
| • Pojemność skokowa:              | 3707 cm³ (226,2 cala sześciennego)                                                                                  |
| • Średnica cylindra × skok tłoka: | 84,1 × 111,1 mm (3 5/16 × 4 3/8")                                                                                   |
| • Moc maksymalna:                 | 100/112 KM (brutto) przy 3600 rpm                                                                                   |
| • Stopień sprężania:              | 7,3:1 |
| • Układ zasilania:                | gaźnik jednogardzielowy / dwugardzielowy                                                                            |
| • Skrzynia przekładniowa:         | mechaniczna 3-biegowa, opcjonalny nadbieg                                                                           |
| • Sprzęgło                        | suche, jednotarczowe                                                                                                |
| • Przeniesienie napędu:           | tylny most z przekładnią hipoidalną, łamany 3-częściowy wał napędowy                                                |
| Układ jezdny:                     | |
| • Podwozie:                       | rama prostokątna |
| • Zawieszenie przednie:           | niezależne, sprężyny śrubowe z amortyzatorami podwójnego działania, stabilizator                                    |
| • Zawieszenie tylne:              | tylny most, resory półeliptyczne, amortyzatory podwójnego działania ustawione w formie odwróconego „V”              |
| • Ogumienie:                      | diagonalne o wymiarach 7,10 × 15                                                                                    |
| • Średnica zawracania:            | 12,2 m (promień 20 stóp)                                                                                            |
| Dane eksploatacyjne:              | |
| • Bagażnik:                       | 467 l (16,5 ft³) |
| • Zbiornik paliwa:                | 79l (20 gal) |

## Druga generacja

### Model 1951

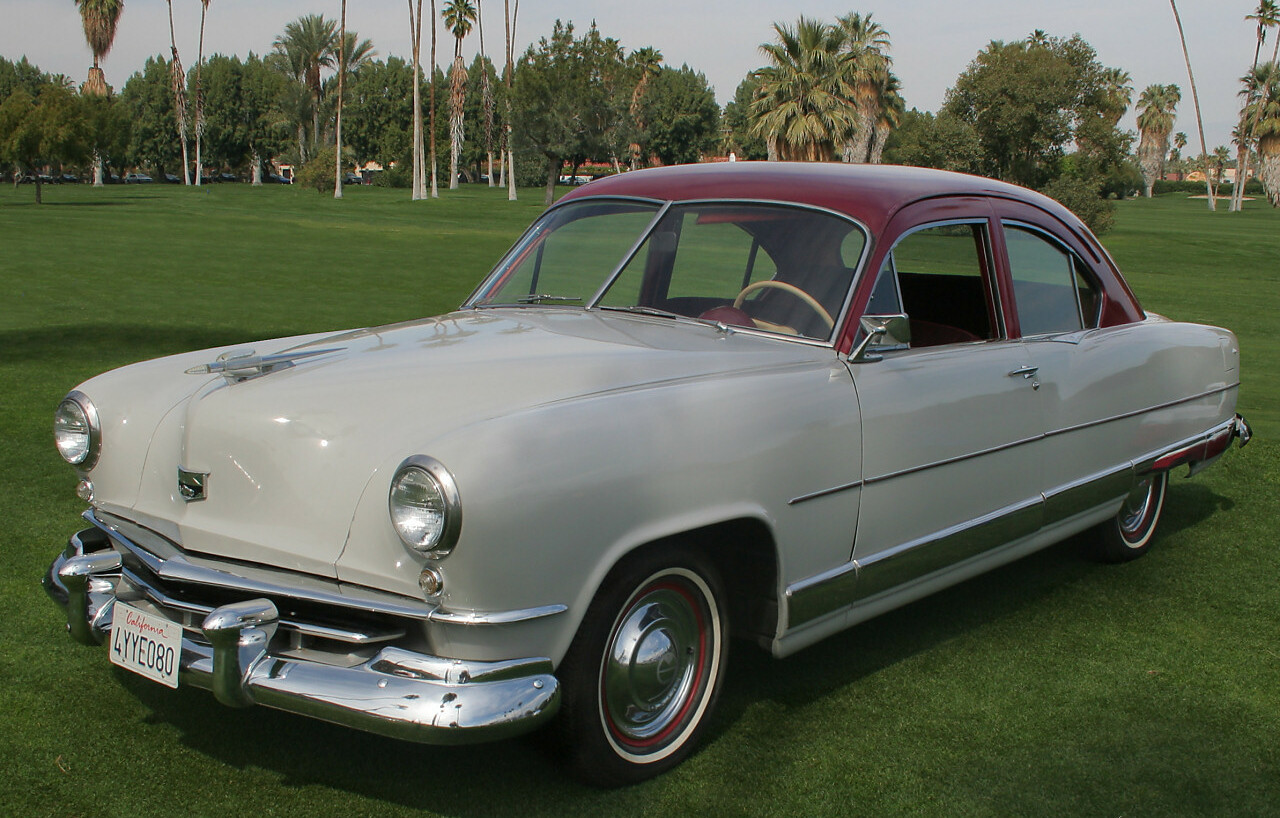
Kaiser DeLuxe sedan 2-d z 1951

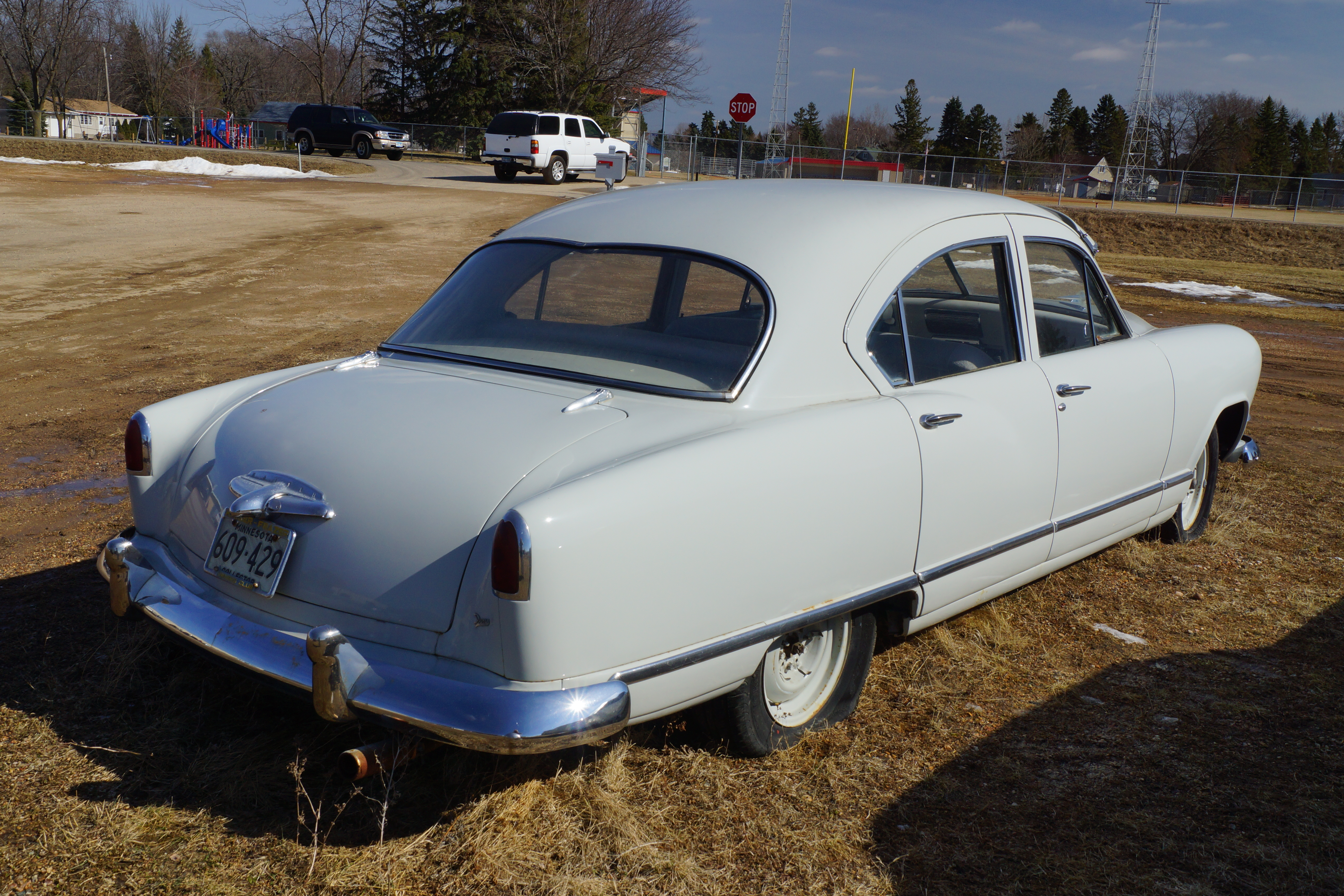
Kaiser Special sedan 4-d z 1951 od tyłu

Nietypowo, Kaiser 1951 roku modelowego wszedł do produkcji już od marca 1950 roku. Całkiem nowe było nadwozie, również zaprojektowane przez Howarda Darrina i wyróżniające się nowoczesnością, a zwłaszcza dużym obszarem oszklenia. Samochód miał krótszy o 13 cm rozstaw osi, lecz nadwozie było  zgodnie z modą dłuższe, szersze i niższe.
Ponownie samochód miał gładkie boki, które już szeroko były stosowane w stylistyce, lecz wciąż niezaadaptowane przez wszystkich amerykańskich producentów. Dynamiczną linię nadwozia podkreślał charakterystyczny dla nowych projektów Darrina uskok bocznej linii na wysokości tylnych okien. Atrapę chłodnicy tworzyły dwie poziome belki, nisko umieszczone nad grubym zderzakiem, a maska była bardziej spłaszczona, mniej wystająca między błotnikami z tradycyjnymi okrągłymi reflektorami. Na nosie maski zastosowano nowy medalion firmowy, a na jej szczycie po raz pierwszy ozdobę. Światła tylne były tym razem pionowe, na końcach błotników formujących zalążki płetw. Dynamiczną stylistykę podkreślała również dzielona przednia szyba, z typowym dla Darrina „zębem” na górnej krawędzi (Darrin dip), pochylona wraz ze słupkami A pod większym kątem niż u konkurencji. Podobny niewielki „ząb” miała też stosunkowo duża tylna szyba. Kaiser miał największą  powierzchnię szyb spośród samochodów amerykańskich 1951 roku. Ocenia się, że zapewniał również najlepszą spośród nich widoczność do przodu. Szyba łatwo wypadała na zewnątrz przy zderzeniu, dla bezpieczeństwa. Odpowiednio zaprojektowane dla wygody i bezpieczeństwa było również wnętrze, z deską rozdzielczą wyłożoną miękkim materiałem, zaś wysoko kończące się drzwi, otwierane pod kątem 75°, ułatwiały wsiadanie. Projekt samochodu określony był przez producenta jako „anatomiczny” (Anatomic design) – „zaprojektowany, aby pasował do ciała”. 
Silnik pozostał taki sam: sześciocylindrowy rzędowy dolnozaworowy o pojemności 3,7l (226,2 CID), jedynie nieco ulepszony. Ze standardowym dwugardzielowym gaźnikiem rozwijał minimalnie większą moc 115 KM brutto. Napęd był przenoszony przez trzybiegową skrzynię mechaniczną (produkcji Borg-Warner), za dopłatą z nadbiegiem, albo automatyczną skrzynię biegów Hydra-Matic produkcji General Motors (dopłata 159 dolarów). Mimo klasycznej konstrukcji na ramie, inżynierowie postarali się osiągnąć mniejszą masę, niż u konkurencji, i niskie położenie środka ciężkości, co przekładało się na bardzo dobre prowadzenie.

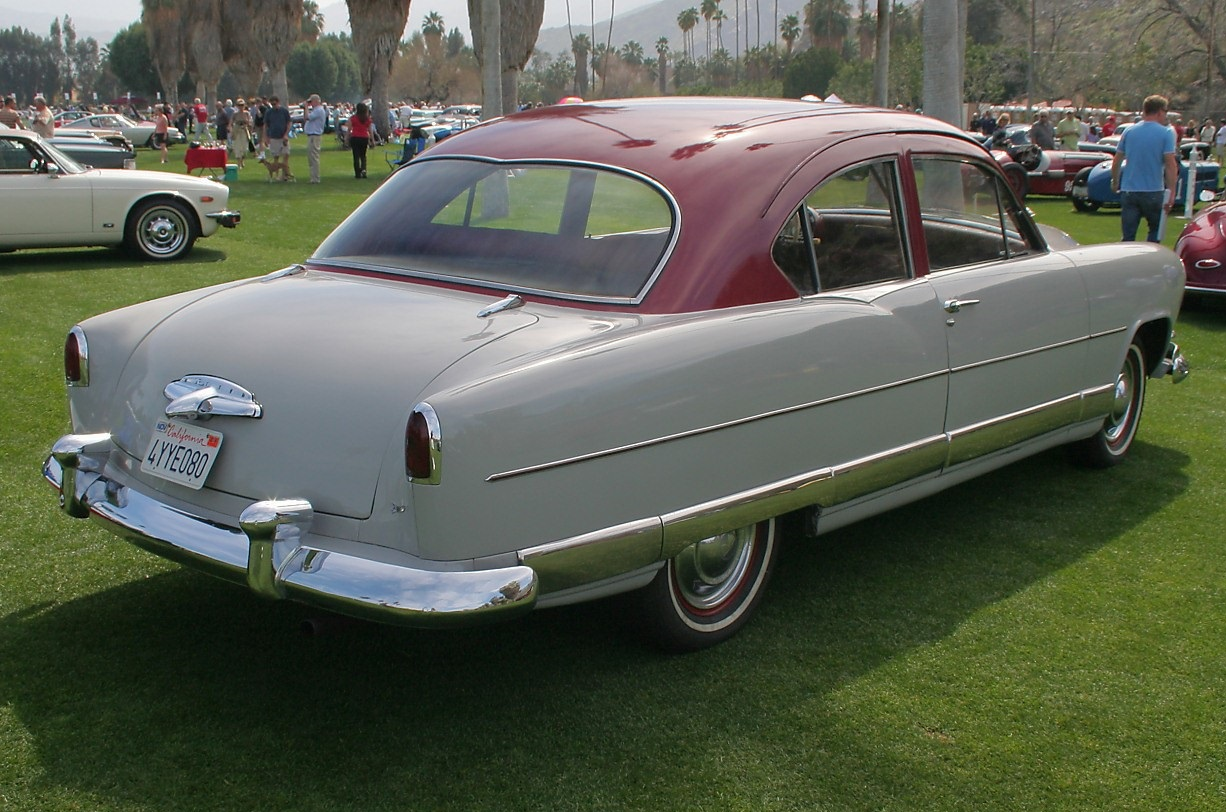
Kaiser DeLuxe sedan 2-d z 1951 od tyłu

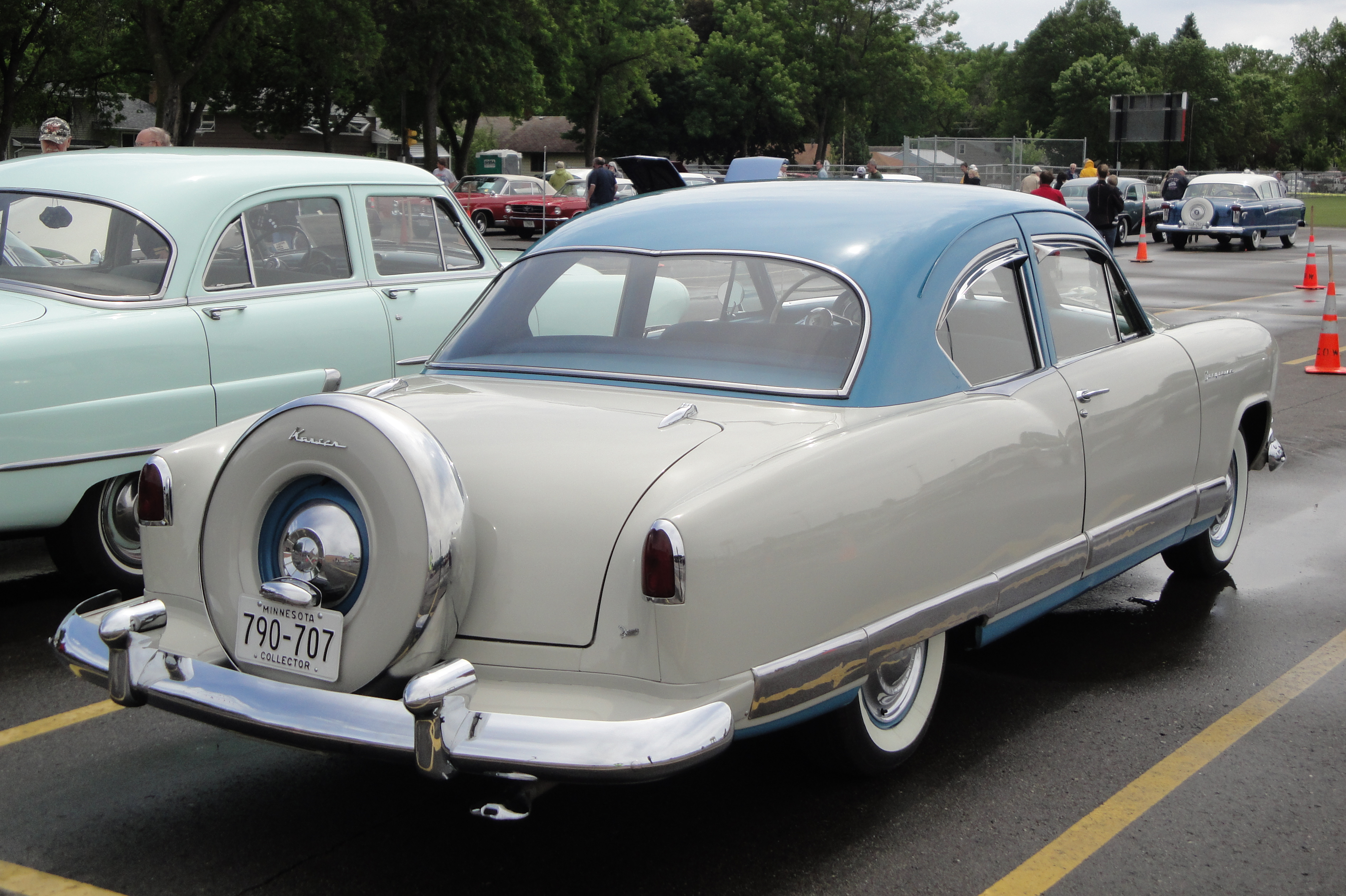
Kaiser coupe od tyłu (wczesny model 1952 roku Virginian DeLuxe)

W pierwszym roku nadal produkowano dwa modele różniące się tylko wyposażeniem i wykończeniem, oznaczone Special i DeLuxe. Model DeLuxe różnił się zewnętrznie m.in. szeroką stalową ozdobną listwą ochronną u dołu boków nadwozia. W stosunku do pierwszej generacji poszerzono gamę nadwozi. Oprócz czterodrzwiowego sedana i hatchbacka, nazwanego teraz Traveler w obu wersjach wykończenia, wprowadzono analogiczne odmiany dwudrzwiowe oraz dwudrzwiowe coupé: trzymiejscowe Business Coupe w gamie Special i sześciomiejscowe Club Coupe w gamie DeLuxe. Czterodrzwiowe wersje Traveler miały w tej generacji już wszystkie drzwi użytkowe, gdyż koło zapasowe przeniesiono we wszystkich odmianach pod podłogę bagażnika. Od lutego 1951 roku wprowadzono specjalną limitowaną wersję wykończenia DeLuxe Dragon, ze wzorzystą winylową tapicerką przypominającą domniemaną skórę smoka. W pierwszej serii dostępne było dziewięć kombinacji kolorystycznych, w drugiej serii oferowanej od lutego do kwietnia dodano winylowe pokrycie dachu i były trzy wersje kolorystyczne: Silver Dragon, Golden Dragon i Emerald Dragon, zaś w trzeciej serii dostępnej od maja do listopada był jeden wariant Jade Dragon.
Ceny czterodrzwiowych sedanów wynosiły od 2212 dolarów za Special i 2328 dolarów za DeLuxe. Samochód spotkał się ze sporym zainteresowaniem i wyprodukowano ich 122 302, aczkolwiek sprzyjał temu przedłużony rok modelowy. Był to najwyższy wynik w historii Kaisera, mimo to udział w rynku wynosił nadal jedynie 2,10% (13 miejsce). Większość (71 568) przypadała na model DeLuxe. Najpopularniejsze były czterodrzwiowe sedany, a modele Traveler znalazły tym razem jedynie 4095 nabywców. Oprócz głównej fabryki w Willow Run, produkowano je też w Jackson w Michigan i Portland w Oregon. Konkurencją były takie samochody, jak Buick Special i Super, Oldsmobile 88, Chrysler Windsor, DeSoto Custom, Hudson Super, Nash Ambassador.
W ankiecie czasopisma „Popular Mechanics”, 58% użytkowników oceniło samochód jako doskonały, a 33% jako dobry. Doceniano go przede wszystkim za styl i przestronność, widoczność, prowadzenie i własności jezdne. Z ujemnych cech krytykowano przede wszystkim jakość spasowania (przecieki wody, grzechotanie). Wady te uległy jednak poprawie w 1952 roku.

### Model 1952
W grudniu 1951 roku 5579 niesprzedanych samochodów zostało oznaczonych jako 1952 rok modelowy i przemianowanych na Kaiser Virginian Special / DeLuxe. Oprócz nazwy na błotnikach przednich, otrzymały one mocowane z tyłu odchylane koło zapasowe w „stylu europejskim”.
14 marca 1952 roku natomiast wprowadzono odświeżone właściwe modele 1952 roku. Podstawowy teraz przejął oznaczenie DeLuxe, ponownie bez nazwy własnej, a lepiej wykończony otrzymał nazwę Manhattan (po wycofanym samochodzie wyższej klasy Frazer Manhattan). Atrapę chłodnicy teraz tworzyła jedna gruba górna belka na całą szerokość, z wkomponowanymi prostokątnymi światłami postojowymi na brzegach. Bardziej rozbudowany został natomiast gruby przedni zderzak oraz zmieniono emblemat na nosie maski, wpisany w szerokie „V”. Z tyłu powiększono i wydłużono lampy na końcach błotników. Wprowadzono ulepszenia w zawieszeniu i wyposażeniu. Model Manhattan różnił się zewnętrznie m.in. szeroką stalową ozdobną listwą ochronną u dołu boków nadwozia zamiast wąskiej.
W 1952 roku wyprodukowano tylko 29 284 samochody, w tym 5579 sztuk modelu Virginian z początku roku, 6288 sztuk nowego modelu DeLuxe i 17 417 modelu Manhattan. Nowe modele produkowane od marca podrożały średnio o 14%.
Dziennikarz motoryzacyjny Floyd Clymer określił w 1952 roku Kaisera jako jeden z najlepiej prowadzących się samochodów, o bardzo dobrym rozkładzie masy, solidny i ekonomiczny; podtrzymując opinię, że samochody produkcji Kaisera są „znacznie lepsze, niż większość ludzi uważa”. Prędkość maksymalna według testu wynosiła ok. 146 km/h. Najlepsze testowe przyspieszenie od 0 do 97 km/h wynosiło 14,5 s.

### Model 1953
W samochodach 1953 roku modelowego, produkowanych od października 1952 roku, przeprowadzono ponownie jedynie drobny lifting. Głównie widoczne były przestylizowane powiększone chromowane oprawy reflektorów i dodane chromowane płetwy na tylnych błotnikach, ponadto zmieniła się ozdoba na masce. Pokrywa bagażnika miała obecnie wewnętrzne zawiasy zamiast zewnętrznych. Odświeżono ponadto wnętrze samochodu. Napęd pozostał taki sam, lecz dzięki zmianom kolektora dolotowego i wylotowego moc silnika wzrosła do 118 KM. Czas przyspieszenia do 97 km/h skrócił się do 14 sekund
Oprócz modeli DeLuxe i Manhattan, wprowadzono najtańszy model Carolina oraz najdroższy luksusowy Dragon. Dragon dostępny był tylko jako czterodrzwiowy sedan z najlepszym wykończeniem i wyposażeniem standardowym, w tym automatyczną skrzynią biegów, radiem i szerszymi oponami 7,10 × 15. Wyróżniał się złoconymi emblematami i ozdobami oraz pokryciem dachu z winylu Bambu, imitującego fakturę bambusu, a także tabliczką z grawerowanym nazwiskiem nabywcy na desce rozdzielczej. Ozdoby i wyposażenie modelu Dragon były też dostępne dla innych modeli w pakiecie AG100 (1184 dolary). Zrezygnowano w gamie z nadwozi coupe i dwudrzwiowej odmiany Traveler. Jako opcja w ciągu roku pojawiło się wspomaganie układu kierowniczego.
W 1953 roku wyprodukowano 43 496 samochodów, co dało Kaiserowi dopiero 16. miejsce na rynku, z udziałem 0,71%. Ceny sięgały od 2313 dolarów za dwudrzwiowy sedan Carolina przez 2650 za czterodrzwiowy sedan Manhattan do 3924 dolarów za model Dragon. Ten ostatni, wyprodukowany w liczbie 1277 sztuk, miał konkurować z samochodami takimi jak: Cadillac Series 62, Lincoln Capri i Packard Patrician.

### Model 1954–1955

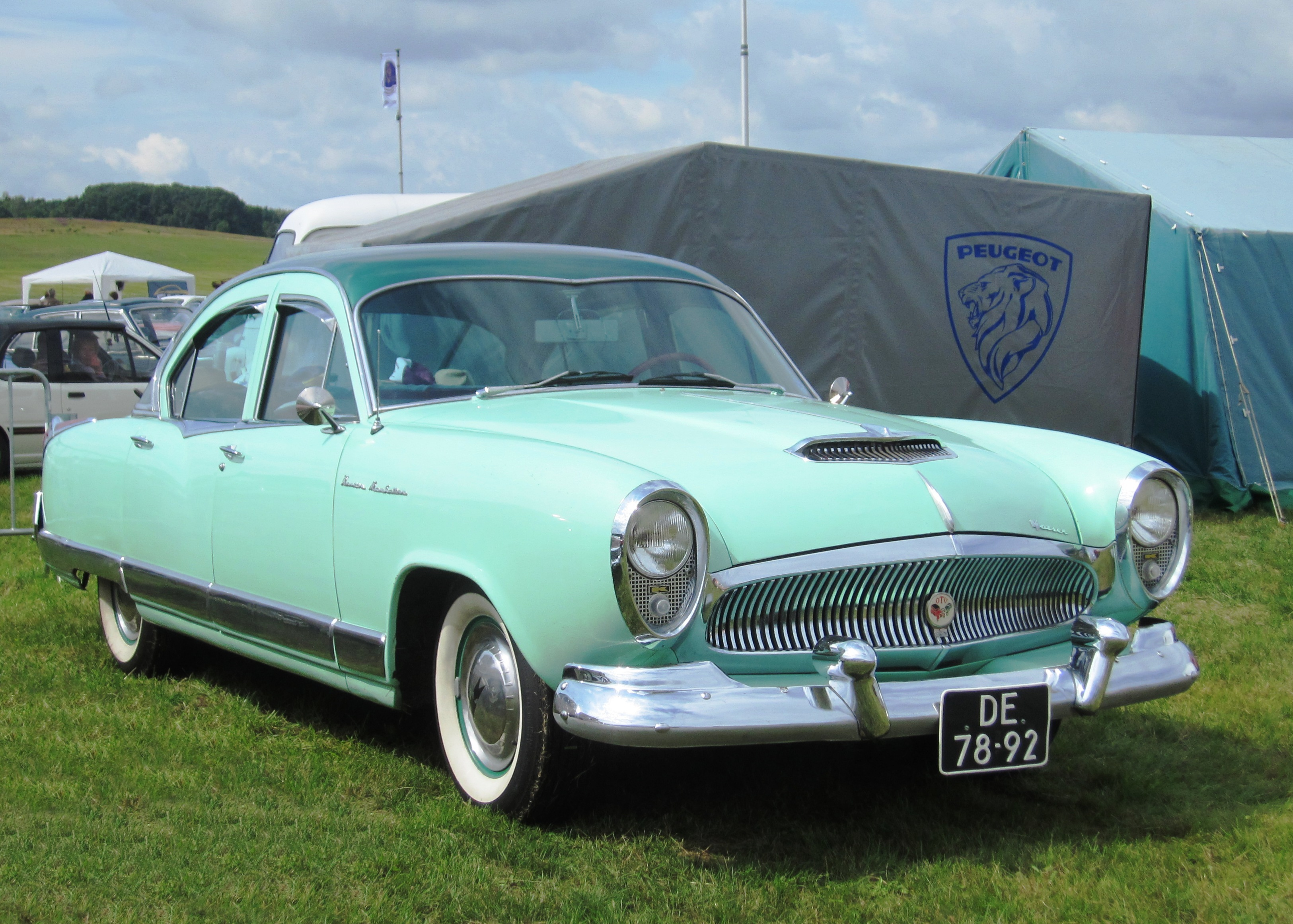
Kaiser Manhattan z 1954

W marcu 1954 roku przeprowadzono większy lifting dotychczasowego modelu. Całkiem zmieniono i unowocześniono pas przedni, z atrapą chłodnicy z wklęsłych pionowych chromowanych pasków przypominających fiszbiny, oraz z owalnymi pionowymi oprawami reflektorów, obejmującymi także małe okrągłe światła parkingowe/kierunkowskazy poniżej. Inspiracją dla nowego wyglądu był samochód koncepcyjny Buick XP-300, przez co pas przedni w zakresie samych reflektorów stał się podobny do Buicka. Maska między błotnikami była bardziej spłaszczona, a na niej umieszczono ozdobny chwyt powietrza. Powiększono lampy tylne, których klosze były zintegrowane z chromowanymi płetwami i zachodziły na górną krawędź błotników. Powrócono do oferowania tylko dwóch modeli, z których podstawowy ponownie został oznaczony Special, a lepiej wyposażonym modelem pozostał Manhattan. Samochody obu modeli nowej produkcji wyróżniały się ponadto powiększoną kosztem słupków C dużą trzyczęściową szybą tylną. 3500 ubiegłorocznych samochodów Manhattan otrzymało jednak nową stylistykę pasa przedniego, przy pozostawieniu mniejszej szyby tylnej, i było sprzedawanych na początku 1954 roku jako model Special pierwszej serii.
Pozostawiono w gamie tylko nadwozia 2- i 4-drzwiowego sedana. Dotychczasowy silnik Supersonic o mocy 118 KM był dostępny tylko w modelu Special, natomiast Manhattan otrzymał wersję tego silnika nazwaną Super Power, doładowaną sprężarką McCulloch, rozwijającą moc 140 KM brutto. Napęd w obu odmianach był nadal przenoszony przez trzybiegową skrzynię mechaniczną, za dopłatą z nadbiegiem, lub nową automatyczną skrzynię biegów Dual Range Hydra-Matic (178 dolarów). Z uwagi na połączenie firm Kaiser-Frazer i Willys-Overland, produkcję wszystkich samochodów osobowych przeniesiono w tym roku do fabryki Willysa w Toledo w Ohio.
Mimo nowoczesnego wyglądu, sprzedaż znacząco spadła i powstało tylko 929 nowych sztuk modelu Special i 4325 Manhattan. Ceny pozostały podobne, wynosząc do 2670 dolarów za czterodrzwiowy sedan Manhattan. Kaiser był pionierem na rynku amerykańskim w zastosowaniu silnika ze sprężarką. Pomimo tej nowości, klienci wybierali jednak samochody średniej klasy konkurencji, głównie dużych koncernów, z nowszymi mocniejszymi górnozaworowymi silnikami V8 (jak Buick Super, Oldsmobile 88, DeSoto Firedome, a także 6-cylindrowy, lecz mocniejszy Hudson Hornet).
W 1955 roku przedsiębiorstwo, przemianowane na Kaiser-Willys, zdecydowało o zakończeniu produkcji samochodów osobowych, ponosząc straty i nie mogąc poświęcić funduszy na rozwój nowych modeli, ani silników V8, w celu sprostania konkurencji. W tym roku pozostał w ofercie tylko model Manhattan, z minimalnymi zmianami, w tym nieco zmienionym ozdobnym chwytem powietrza na masce (dodano na górnej powierzchni po dwa karby po obu stronach środkowej płetwy). Na rynek USA wyprodukowano tylko 480 samochodów, w tym 270 stanowiły przenumerowane niesprzedane samochody z poprzedniego roku, a 210 było z nowej produkcji.

### Produkcja w Argentynie
Na mocy porozumienia z rządem argentyńskim, 1021 samochodów Manhattan wyprodukowano w drugiej połowie 1955 roku na eksport do Argentyny. Samochody w wersji eksportowej nie miały jednak sprężarek. Oprzyrządowanie do produkcji samochodu zostało następnie sprzedane nowo utworzonej argentyńskiej firmie Industrias Kaiser Argentina (IKA), której głównymi udziałowcami był Kaiser i państwowy argentyński producent IAME. W Argentynie samochód był produkowany nadal bez większych zmian w nowo zbudowanej fabryce w Santa Isabel od 25 lipca 1958 do 1962 roku jako Kaiser Carabela. Powstało ich 8126, przy tym był to największy samochód osobowy produkowany w historii w Argentynie.

### Dane techniczne
| Kaiser 1951                       | Kaiser 1951                                                                                |
| --------------------------------- | ------------------------------------------------------------------------------------------ |
| Wymiary:                          |                                                                                            |
| • Rozstaw osi:                    | 3010 mm (118,5″)                                                                           |
| • Długość:                        | 5344 mm (210,4″)                                                                           |
| • Szerokość:                      | 1880 mm (74″)                                                                              |
| • Wysokość:                       | 1532 mm (60,3″)                                                                            |
| • Rozstaw kół:                    | 1473 mm przód / 1492 mm tył (58 / 58¾″)                                                    |
| • Prześwit:                       | 190 mm (7,5″)                                                                              |
| • Szerokość kanapy:               | 160 cm przód/tył                                                                           |
| • Masa własna:                    | 1388– 517 kg                                                                               |
| Napęd:                            |                                                                                            |
| • Silnik:                         | Supersonic: gaźnikowy, R6, dolnozaworowy, chłodzony cieczą, umieszczony podłużnie z przodu |
| • Pojemność skokowa:              | 3707 cm³ (226,2 cala sześciennego)                                                         |
| • Średnica cylindra × skok tłoka: | 84,1 × 111,1 mm (3 5/16 × 4 3/8")                                                          |
| • Moc maksymalna:                 | 115 KM (brutto)                                                                            |
| • Maksymalny moment obrotowy:     | 258 Nm (190 stopofuntów) przy 1800 rpm                                                     |
| • Stopień sprężania:              | 7,3:1                                                                                      |
| • Układ zasilania:                | gaźnik dwugardzielowy                                                                      |
| • Skrzynia przekładniowa:         | mechaniczna 3-biegowa, opcjonalny nadbieg lub automatyczna Hydra-Matic                     |
| • Przekładnia główna:             | 3,91:1 lub 3,31:1 ze skrzynią automatyczną, opcjonalnie 4,55:1 (1952)                      |
| Układ jezdny:                     |                                                                                            |
| • Podwozie:                       | rama prostokątna                                                                           |
| • Zawieszenie przednie:           | niezależne, sprężyny śrubowe                                                               |
| • Zawieszenie tylne:              | tylny most, resory półeliptyczne                                                           |
| • Ogumienie:                      | diagonalne o wymiarach 6,70 × 15                                                           |
| • Średnica zawracania:            | 11 m (promień 18 stóp)                                                                     |
| Dane eksploatacyjne:              |                                                                                            |
| • Prędkość maksymalna:            | 158 km/h (98 mph) (według prędkościomierza, realnie ok. 146 km/h) (1952)                   |
| • Przyspieszenie 0–97 km/h:       | 14,5 s (skrzynia automatyczna) (1952)                                                      |
| • Czas startu na 1/4 mili:        | 21,9 s (skrzynia automatyczna) (1952)                                                      |
| • Zużycie paliwa:                 | średnio ok. 12 l/100 km poza miastem (20 mpg)                                              |
| • Bagażnik:                       | 530 l (18,7 ft³)                                                                           |
| • Zbiornik paliwa:                | 64 l (17 gal)                                                                              |

| Kaiser 1954                       | Kaiser 1954 |
| --------------------------------- | --- |
| Wymiary:                          | |
| • Rozstaw osi:                    | 3010 mm (118,5″) |
| • Długość:                        | 5436 mm DeLuxe / 5487 mm Manhattan (214″/216″)                                                                             |
| • Szerokość:                      | 1902 mm (74,9″) |
| • Wysokość:                       | 1532 mm (60,3″) |
| • Masa własna:                    | 1481 – 1531 kg |
| Napęd:                            | |
| • Silnik:                         | DeLuxe: Supersonic – gaźnikowy, dolnozaworowy, chłodzony cieczą, umieszczony podłużnie z przodu                            |
| • Silnik:                         | Manhattan: SuperPower – gaźnikowy, dolnozaworowy, ze sprężarką McCulloch, chłodzony cieczą, umieszczony podłużnie z przodu |
| • Pojemność skokowa:              | 3707 cm³ (226,2 cala sześciennego)                                                                                         |
| • Średnica cylindra × skok tłoka: | 84,1 × 111,1 mm (3,31 × 4,38″)                                                                                             |
| • Moc maksymalna:                 | DeLuxe: 118 KM (brutto) przy 3650 rpm                                                                                      |
| • Moc maksymalna:                 | Manhattan: 140 KM (brutto) przy 3900 rpm                                                                                   |
| • Maksymalny moment obrotowy:     | DeLuxe: 271 Nm (200 stopofuntów) przy 1800 rpm                                                                             |
| • Maksymalny moment obrotowy:     | Manhattan: 292 Nm (215 stopofuntów) przy 2400 rpm                                                                          |
| • Stopień sprężania:              | 7,3:1 |
| • Układ zasilania:                | gaźnik dwugardzielowy |
| • Skrzynia przekładniowa:         | mechaniczna 3-biegowa, opcjonalny nadbieg lub automatyczna                                                                 |
| Układ jezdny:                     | |
| • Ogumienie:                      | diagonalne o wymiarach 6,70 × 15                                                                                           |
| • Średnica zawracania:            | 11,6 m (promień 19 stóp)                                                                                                   |